# ノエル・ドーヴィル
ノエル・ドーヴィル（Noël Dorville、1874年5月12日 - 1938年10月6日）は、メルキュレに生まれ、コーヌ＝クール＝シュル＝ロワールで死去したフランスの画家、風刺画家、ポスター画家。
ドーヴィルは、同時代の政治家や作家たちの肖像を数多く手がけた。アルフレド・ドレフュスの1899年の裁判の際にも、法廷でスケッチをした。
ドーヴィルは、ポール・ルヌアール（1845年-1924年）の画塾に学んだ。白黒での描画に注いだ情熱と、鋭い筆致の嗜好が、彼の才能を形づくっていた。師弟2人は、1905年のリエージュ万国博覧会の際に、協力してアルバムを制作した。
ドーヴィルのスタイルは、あくまでも善意の範囲に留まりながら、少々生意気なユーモアを感じさせるものが多かった。
ドーヴィルは、週刊の絵入り諷刺雑誌『ラシエット・オ・ブール』の常連寄稿者だった。
息子のジャン・ドーヴィルは画家で、リトグラフや舞台美術も手がけ、孫のジェラール・ドーヴィル (Gérard Dorville) は漫画雑誌『ヴァイヤン (Vaillant)』や『ルコール (Record)』のイラストレーター、漫画家となった。さらに、ひ孫のジェローム・ドーヴィルはジャーナリストである。
第一次世界大戦が始まると、ドーヴィルは陸軍の予備部隊に召集された。1915年には、パリの地下壕で陸軍大臣付き将軍 (l’Intendant général) の書記官に任じられた。その後は、地形図作成部隊に配属された。
ノエル・ドーヴィルの文書類はボーヌの公文書館に、作品はボーヌ美術館に残されている。

## 回顧展
「Noël Dorville, Artiste en République（ノエル・ドーヴィル、共和国の芸術家）」と題された回顧展が、2015年3月25日から11月29日までボーヌ美術館で開催された。

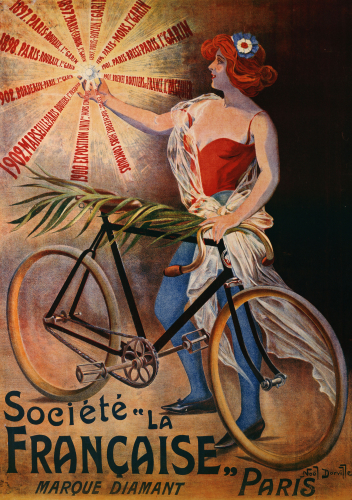
「Société "La Française"」の広告ポスター。ノエル・ドーヴィル画、1902年。
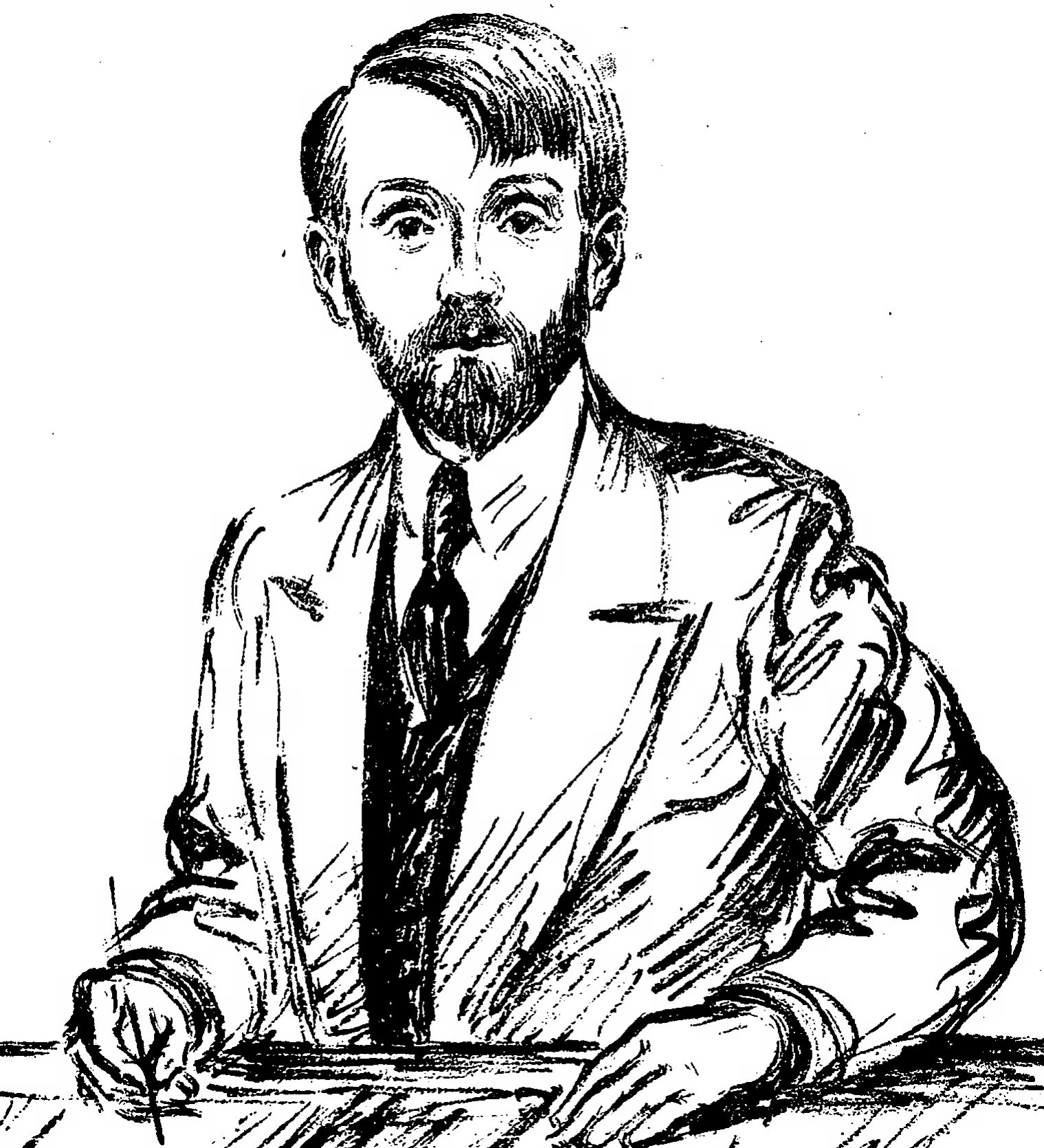
戦時評議会（フランス語版）に臨むアンリ・ジルボー。ノエル・ドーヴィル画、1919年。
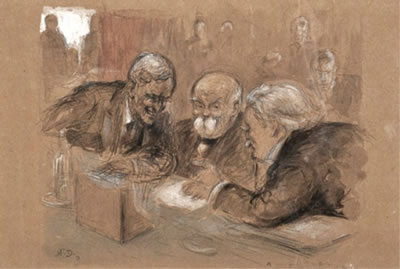
パリ講和会議におけるウッドロウ・ウィルソン、ジョルジュ・クレマンソー、デビッド・ロイド・ジョージのカリカチュア。ノエル・ドーヴィル画、1919年。

## 関連文献
- Le Monde Politique, recueil de 40 planches de portraits dessinés de Sénateurs, Députés et journalistes en 4 fascicules reliés, éditions J. Thil, 1902-1903.
- Laure Ménétrier et autres, Noël Dorville / Artiste en République, Beaune, Musée des Beaux-Arts, 2015.